# Corravillers
Corravillers är en kommun i departementet Haute-Saône i regionen Bourgogne-Franche-Comté i östra Frankrike. Kommunen ligger i kantonen Faucogney-et-la-Mer som tillhör arrondissementet Lure. År 2022 hade Corravillers 164 invånare.

## Befolkningsutveckling
Antalet invånare i kommunen Corravillers
| Referens: INSEE |